# Perspectivas Económicas de África
Perspectivas Económicas de África (en inglés, African Economic Outlook) es un libro de referencia anual creado en 2002, el cual se enfoca en la economía de la mayoría de los países africanos. Revisa la reciente situación económica y pronostica la evolución económica, social y política de los países africanos a corto plazo. El reporte es escrito por el Departamento de Desarrollo de la OCDE (Organización para la Cooperación y el Desarrollo Económico), el Banco Africano de Desarrollo (AfDB por sus siglas en inglés), el Programa de las Naciones Unidas para el Desarrollo (PNUD).

## Extensión
Esta publicación anual cubre las reglas económicas, condiciones y punto de vista de la mayoría de las economías de África. Incluye la previsión macroeconómica actual y para el siguiente año, combinado con un análisis de su contexto social y político. También incluye una síntesis comparativa de las perspectivas para países africanos en el contexto de economía global. Finalmente, un apéndice estadístico actual que contiene 24 tablas comparativas que comparan variables económicas y sociales a través de todos los países de África.
Por ejemplo, los temas incluyen el entorno internacional, rendimiento macroeconómico en África, cambios estructurales, reformas económicas, flujos financieros externos a África, valoración de políticas de privatización, y reducción de pobreza como reto para el futuro. Además, se incluye gobernación, asuntos políticos, problemas políticos, políticas de comercio regional e integración regional.